# هذه هي حياتنا ومصيرها (رواية)
هذه هي حياتنا ومصيرها (بالإنجليزية: This our life or And Such is Her Fate) (وباللغة البنجابية:Eho Hamara Jeevna) هي رواية كتبتها داليب كور تيوانا. نُشرت الرواية في عام 1968 وكانت تلك هي الرواية الثانية للمؤلفة. حصلت المؤلفة تيوانا على جائزة أكاديمية ساهيتي عن هذه الرواية في عام 1972.

## نبذة
تتحدث الرواية عن بانو وهي امرأة نشأت في مزرعة فقيرة في المناطق الريفية في البنجاب، وهي البطل الأنثوي للرواية. تُعامل بانو في في قريتها كسلعة. كان والد بانو على استعداد أن يزوجها من ساربان، أحد سكان قرية مورناوالي. واجهات بانو بعد زواجها المضايقات والتعذيب: كما حاول إخوة زوحها الأربعة غير المتزوجين الاعتداء عليها جنسياً، وكذلك أصدقاءه. بعد موت ساربان، أصبحت حياة بانو أكثر واقعية. حاولت بانو الخلاص من حياتها عن طريق الانتحار، لكن ينقذها رجل يدعى ناراين ويقبلها كزوجة له . بسبب الظروف والإعداد الأبوي في مجتمعها، فشلت بانو في تحقيق أهدافها البسيطة في الحياة.

## حبكة الرواية
حاولت تيوانا تصوير حياة مأساوية عادية للمرأة البنجابية في هذه الرواية. حلل المُراجع هارجيت جيل شخصية بانو بأنها "ليس لديها مُغيث أو قريب، حيث تُعامل النساء على أنهن سلعة يتم فصل علاقتهن مع والديهن بمجرد أن يتم التوصل إلى صفقة الزواج. تعيش المرأة هناك في جزيرة منبوذة اجتماعيًا، ولا تنتمي على المستوى الاجتماعي والفردي لأي شخص، كأنه لا وجود لها، فهي تطفو فقط.

## نشر الرواية
نُشرت الرواية لأول مرة في عام 1968 وكانت هذه الرواية الثانية لدايليب كور تيوانا. وقد ترجمت الرواية إلى اللغة الإنجليزية. حصلت المؤلفة تيوانا على جائزة أكاديمية ساهيتي عن هذه الرواية في عام 1972.

## تمثيل الرواية
خرجت الرواية في شكل فيلم سينمائي في عام 2011. أخرج الفيلم الهندي أوم بوري. أخبرتبوري عن صنع فيلم عن الرواية كمشاركة لحالة النساء في البنجاب، وعلى الرغم من أن الرواية كُتبت قبل أربعة عقود، فإن القصة لا تزال تُحكي". تم إخراج الرواية أيضَا في صورة مسلسل تلفزيوني.